# Николаевский (Кагальницкий район)
Николаевский — хутор в Кагальницком районе Ростовской области.
Входит в состав Кировского сельского поселения.

## География
На хуторе имеется одна улица:  Луговая.

## Население
| 2010 |
| ---- |
| 814  |